# 천지웅심 : 아마게돈
천지웅심 : 아마게돈(天地雄心: Armageddon)은 홍콩에서 제작된 진가상 감독의 1997년 영화이다. 유덕화 등이 주연으로 출연하였다.

## 출연

### 주연
- 유덕화
- 이가흔

### 조연
- 황추생
- 곡덕소
- 여미고
- 추정
- 엽광검
- 여요상